# 白鹤岭福温古道
白鹤岭福温古道是位于中华人民共和国福建省宁德市蕉城区的一个古遗址，是福州与温州之间的古代官道，与南侧的罗源县互通。2019年10月，白鹤岭福温古道入选第八批全国重点文物保护单位。

## 历史
白鹤岭福温古道由时任寧德縣主簿的丁大全于南宋宝庆年间（1225年—1227年）主持修建，历代多次维修。1992年，白鹤岭官道上的摩崖石刻被宁德市（县级）人民政府公布为第二批县级文物保护单位。2015年入选蕉城区第八批文物保护单位，2018年与第二批县级文物保护单位白鹤岭摩崖石刻一并入选第九批福建省文物保护单位。2019年10月7日，入选第八批全国重点文物保护单位。

## 古道遗址
古官道起于宁德旧县西门，通往罗源，全长10公里，宽1.5—2.5米，蕉城境内现存相互连续的四段，均由石磴层层累砌而成。古官道沿途人文景观较为丰富，现存有19处摩崖石刻和碑刻、2座古桥、4处古亭遗址以及鹤岭寨、岭头隘门烽火台、界首关、界首烽火台等遗迹。